# Zegara carilla
Zegara carilla är en fjärilsart som beskrevs av William Schaus 1911. Zegara carilla ingår i släktet Zegara och familjen Castniidae. Inga underarter finns listade i Catalogue of Life.